# Powerkiting

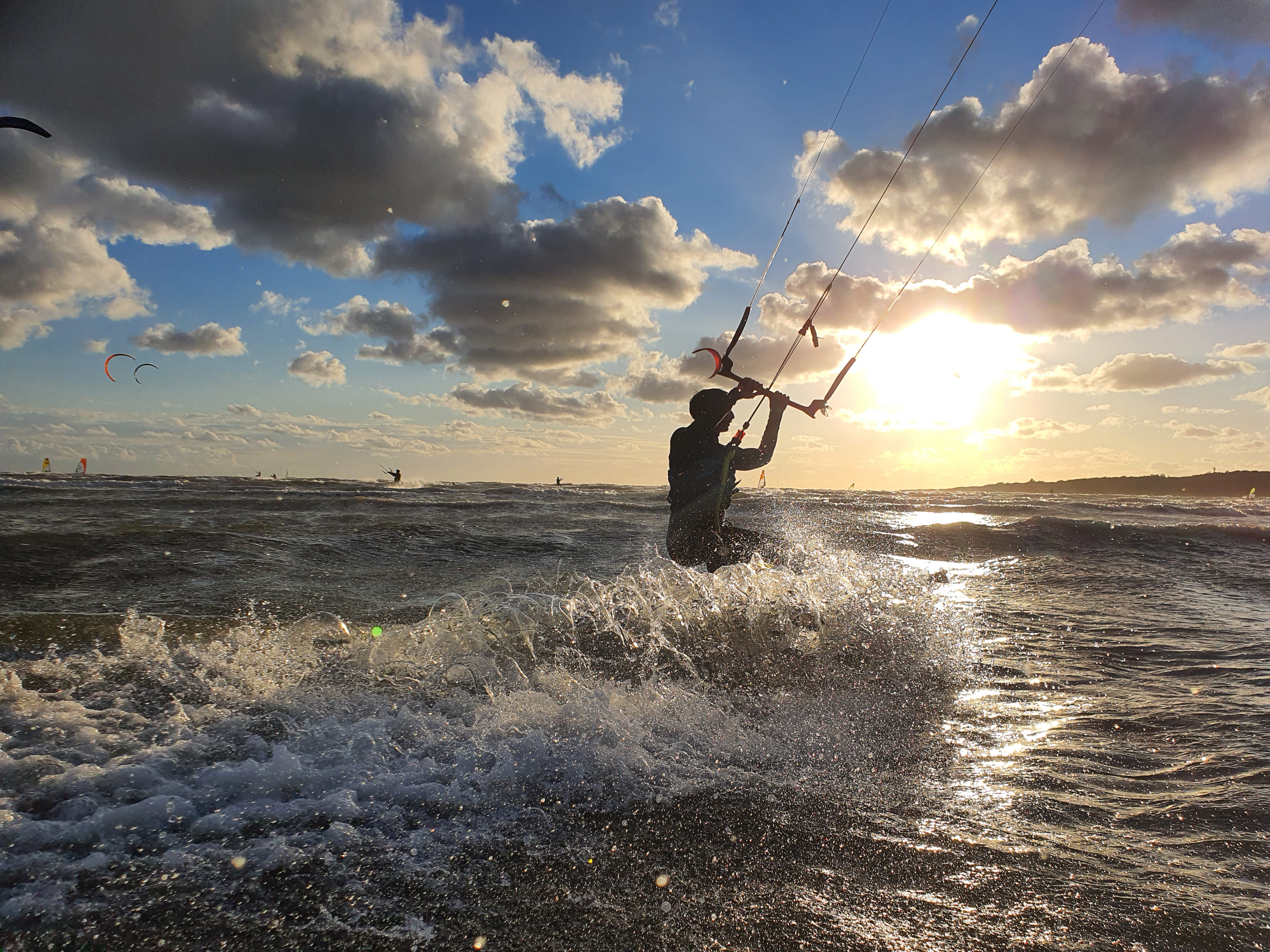
Kitesurfing ve Varbergu, Švédsko

Powerkiting je druh sportovní aktivity, při níž se používá tažný drak (kite, powerkite) k pohybu člověka po zemi, sněhu či vodě nebo k jeho zdvíhání do vzduchu. Drak je podobný menšímu padáku či křídlu pro paragliding.
Obvykle se drak používá k pohánění jezdce na mountainboardu, kiteboardu, snowboardu,  či buggyně, ale užívají se také brusle, lyže, travní lyže s kolečky, travní lyže s pásy, mořský kajak apod. Tažný drak neslouží pouze k získání rychlosti, pokročilí jezdci dokáží pomocí tažného draka vyskočit i několik metrů do vzduchu. Také proto jsou všechny varianty powerkitingu považovány za extrémní a potenciálně nebezpečný sport.
Různé varianty powerkitingu se vyvíjely nezávisle na sobě, ale opravdový rozmach tohoto sportu nastal na přelomu tisíciletí, kdy se začal masově šířit kitesurfing. Ještě v roce 1998 nebylo na celém světě více než 30 jezdců, nyní jdou jejich počty do statisíců. S rozšířením kitesurfingu narostl zájem a obecné povědomí o powerkitingu a to vedlo k masovému rozšíření dalších příbuzných sportů, například snowkitingu.

## Výbava
Základem výbavy je drak, dále tzv. de-power bar, což je jisticí systém lanek a brzd, které se upínají na speciální tyč (bar, hrazda), z níž pak vede jedna karabina připnutá k trapézu. Při použití menších draků (především během tréninku začátečníků) se často trapéz nepoužívá, protože malého draka je možné udržet jen v rukou a navíc trapéz, zajišťující pevné připoutání draka k tělu, znamená pro začátečníka značné riziko. Při ovládání bez trapézu se většinou místo baru používají madla.
Technologie draků se neustále vyvíjí. Design draků jim nyní umožňuje dosahování mnohem vyšších rychlostí při lepší pohyblivosti a ovladatelnosti, a tedy i bezpečnosti. Výběr draka je dán pokročilostí jezdce, jestli se jedná o začátečníka nebo pokročilého jezdce a také váhou jezdce. Obecně platí, čím vyšší hmotnost jezdce, tím větší kite by měl zvolit.
Existují dva základní systémy konstrukce draků:
- Komorový – drak je konstrukcí velmi podobný křídlu pro paragliding, kde se na konci uzavřené komory plní proudem vzduch čímž drak drží stále stejný tvar. Používá se obvykle pro pozemní varianty powerkitingu (nejčastěji landkitingu a snowkitingu), protože po pádu do vody není možné draka znovu odstartovat. Drak je oproti nafukovací variantě mnohem skladnější a lze ho startovat svépomocí.
- Nafukovací – drak má pevnou nafukovací konstrukci, která dovoluje start z vody. V porovnání s komorovým drakem je cenově srovnatelný, rychlejší ve vzduchu, ale při stejné ploše méně efektivní. Nafukovací drak má několik výztuží, které je potřeba přes samotným startem nahustit stlačeným vzduchem.

## Varianty powerkitingu

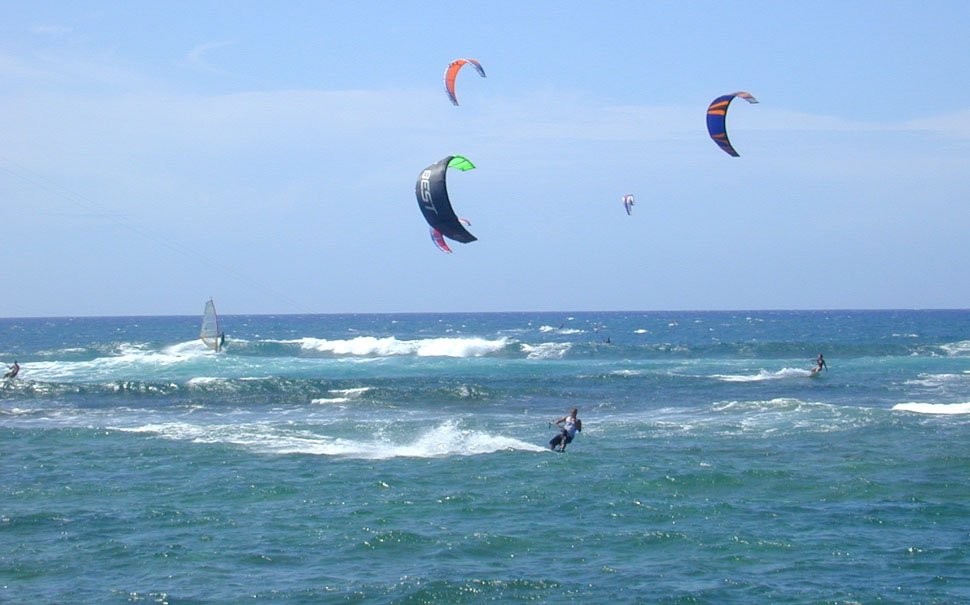
Kitesurfing na moři u ostrova Oahu

Existují různé varianty powerkitingu:
- kitesurfing, též kiteboarding – jízda s drakem po vodě; jezdí se s nafukovacími draky, případně se speciálními komorovými draky s uzavřenou náběžnou hranou. Používá se podobné prkno, jako pro wakeboarding, ale na rozdíl od wakeboardového prkna nejsou nohy jezdce k desce pevně připoutány, prkno má pouze poutka pro zasunutí nohou podobně jako landboard.
- snowkiting – jízda po sněhu na snowboardu nebo lyžích (existují i speciální snowkiteboardy, které se na první pohled příliš neliší od snowboardu). V Česku poměrně rozšířená varianta powerkitingu díky cenové dostupnosti (v porovnání s kitesurfingem), bezpečnosti (v porovnání s landkitingem) a vhodným podmínkám.
- landkiting – jízda po zemi na landboardu. Landboard je podobný malému snowboardu nebo velkému skateboardu, má velká terénní nafukovací kola s průměrem kolem 10 centimetrů. Většinou nemá pevné vázání. Jezdí se hlavně na plážích, používají se velké padáky, které umožňují dlouhé skoky. Často se landboardu říká mountainboard.
- buggykiting – vozítkem je tříkolka, která má dvě zadní kola široko od sebe a jezdec sedí mezi nimi. Protože je těžiště hodně nízko nad zemí, je hodně stabilní i při silnějším větru. Řídí se předním kolem ovládaným nohama. Draci se používají menších velikostí, obvykle o ploše 3 až 5 m2, mají čtyři šňůry a řídí se většinou madly (klasické řízení pomocí hrazdy je pro jezdce na buggině nepohodlné).

Poznámka: Výraz landkiting se někdy používá jako souhrnné označení pro všechny pozemní formy powerkitingu (landboarding, buggykiting, jízda na kolečkových bruslích).